# Alcohol i coca
Alcohol i coca (títol original: Clean and Sober) és una pel·lícula estatunidenca dirigida per Glenn Gordon Caron, estrenada l'any 1988. Ha estat doblada al català.

## Argument
L'agent de l'Estat Daryl Poynter s'ha enfrontat a problemes de alcohol i de droga. Un matí, una dona morta és estirada al seu costat i un dels seus comptes al banc ha estat buidat. Intenta llavors tornar a aprofitar una cura de desintoxicació.

## Repartiment
- Michael Keaton: Daryl Poynter
- Kathy Baker: Charlie Standers
- Morgan Freeman: Craig
- Tate Donovan: Donald Towle
- Henry Judd Baker: Xavier
- Claudia Christian: Iris
- J. David Krassner: Tiller
- Dakin Matthews: Bob
- Mary Catherine Martin: Cheryl Ann
- Patricia Quinn: June
- David A. Kimball: Metge
- Nick Savage: Gary 'Ike Turner'

## Nominacions
- 1988: Millor actor per Michael Keaton al NSFC Award.